# Staroměstská radnice v Toruni
Staroměstská radnice v Toruni je nejdůležitější světská budova toruňského Starého Města. Gotická budova vznikala postupně během 13. a 14. století, byla přestavěna v 17. století a znovu rekonstruována po požáru v 18. století. Jde o jeden z nejlepších příkladů středověké městské architektury ve střední Evropě. Dnes je zde hlavní sídlo regionálního muzea v Toruni.

## Sbírky
V přízemí východního křídla jsou sbírky gotického a pozdně gotického umění, hlavně z Toruně a ze Slezska (Brzeg, Wroclaw). Nejcennější částí sbírky jsou vitráže ze 14. století z kostelů v Toruni a Chełmnu. Západní křídlo obsahuje sbírky středověkých a moderních uměleckých toruňských řemesel, včetně dřevěných perníkových forem z 17. a 18. století a kamenné fragmenty středověkých sochařských dekorací. První patro slouží hlavně jako galerie moderního umění. V Měšťanském sálu se nachází galerie toruňských portrétů ze 16.–18. století (portréty Koperníka, Henryka Strobanda, obrazy namalované Bartłomiejem Strobelem) a také díla Matejka, Witkiewicze, Krzyżanowského, Malczewského a Falateho. Druhé patro je vyhrazeno pro dočasné výstavy.

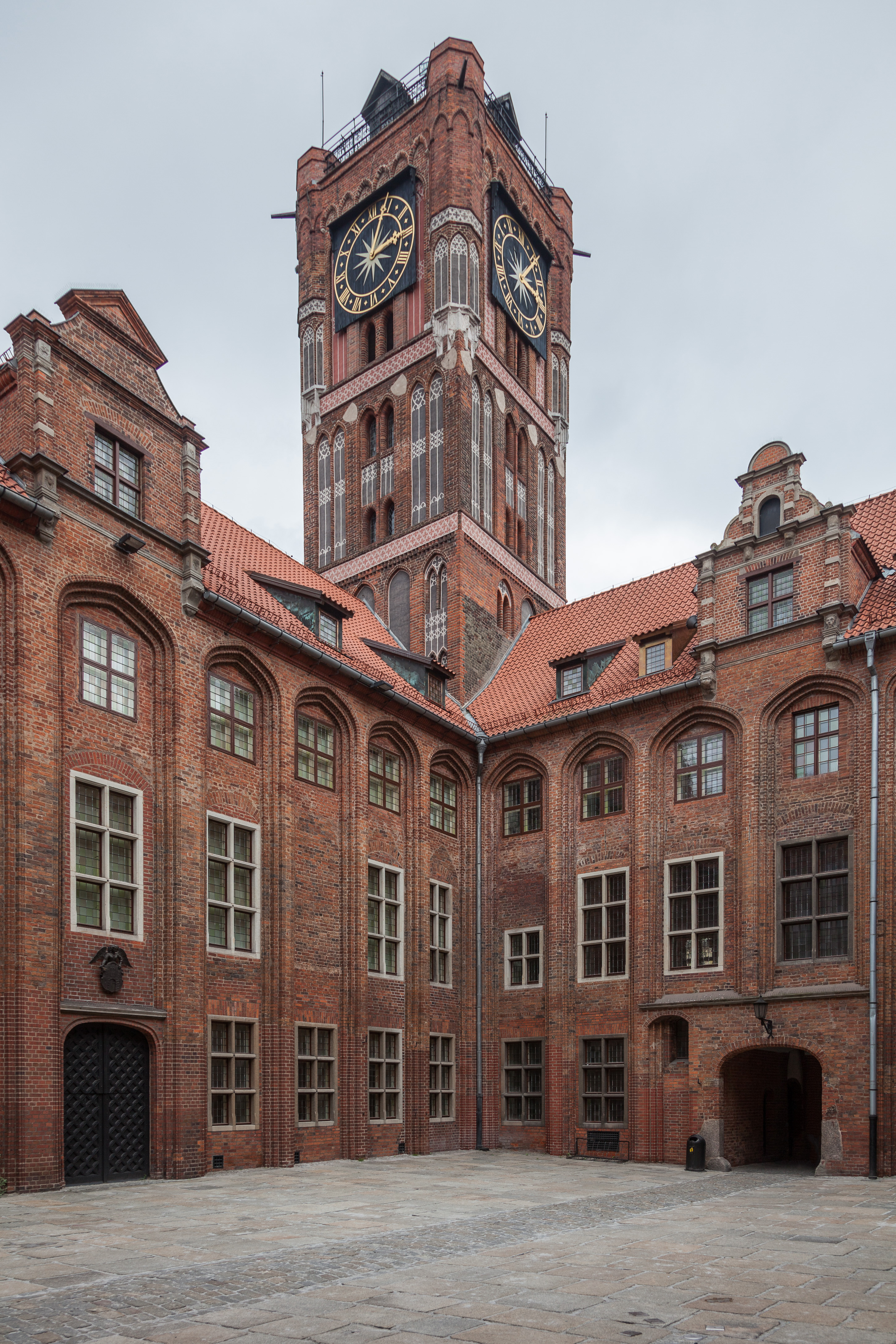
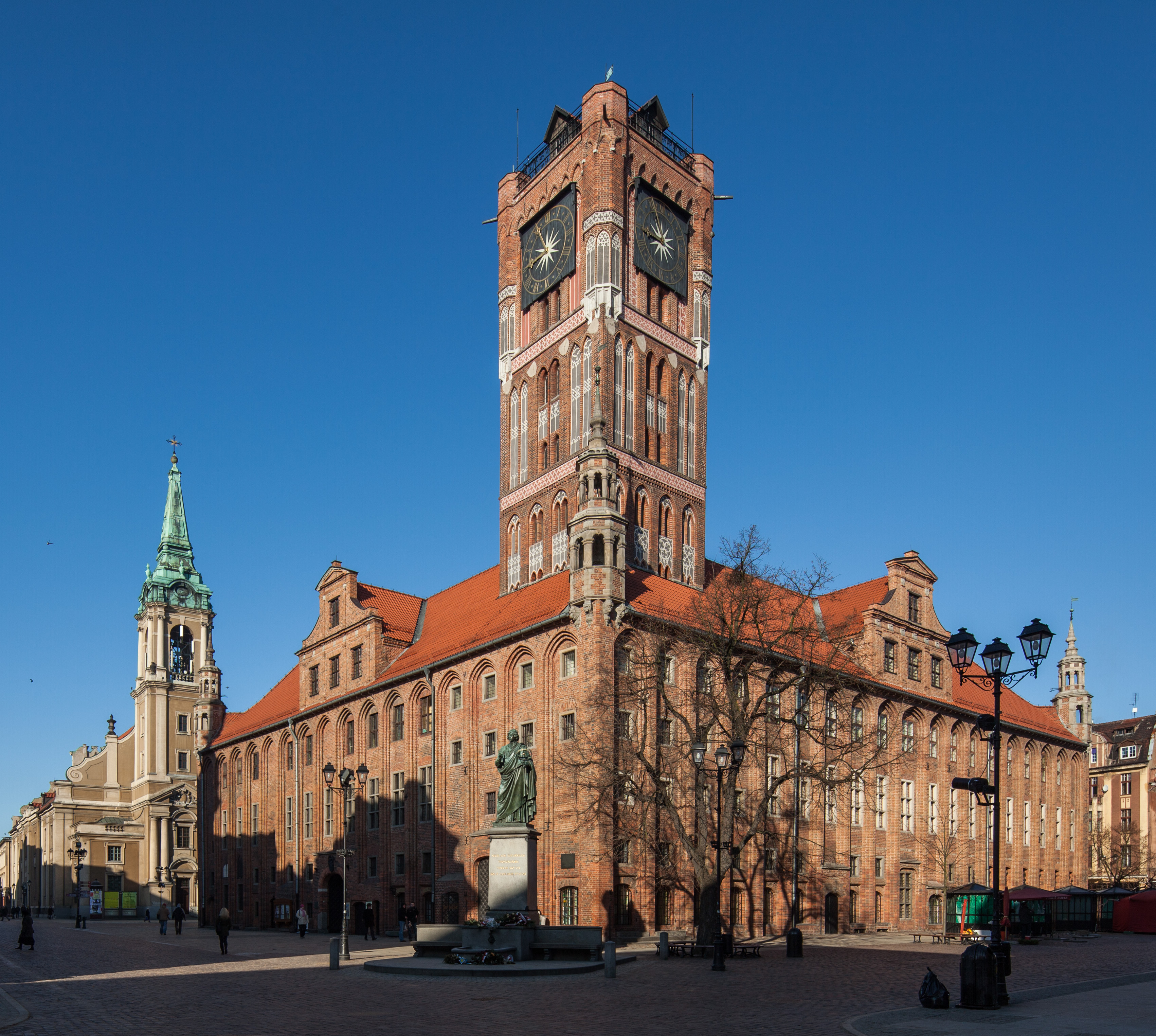
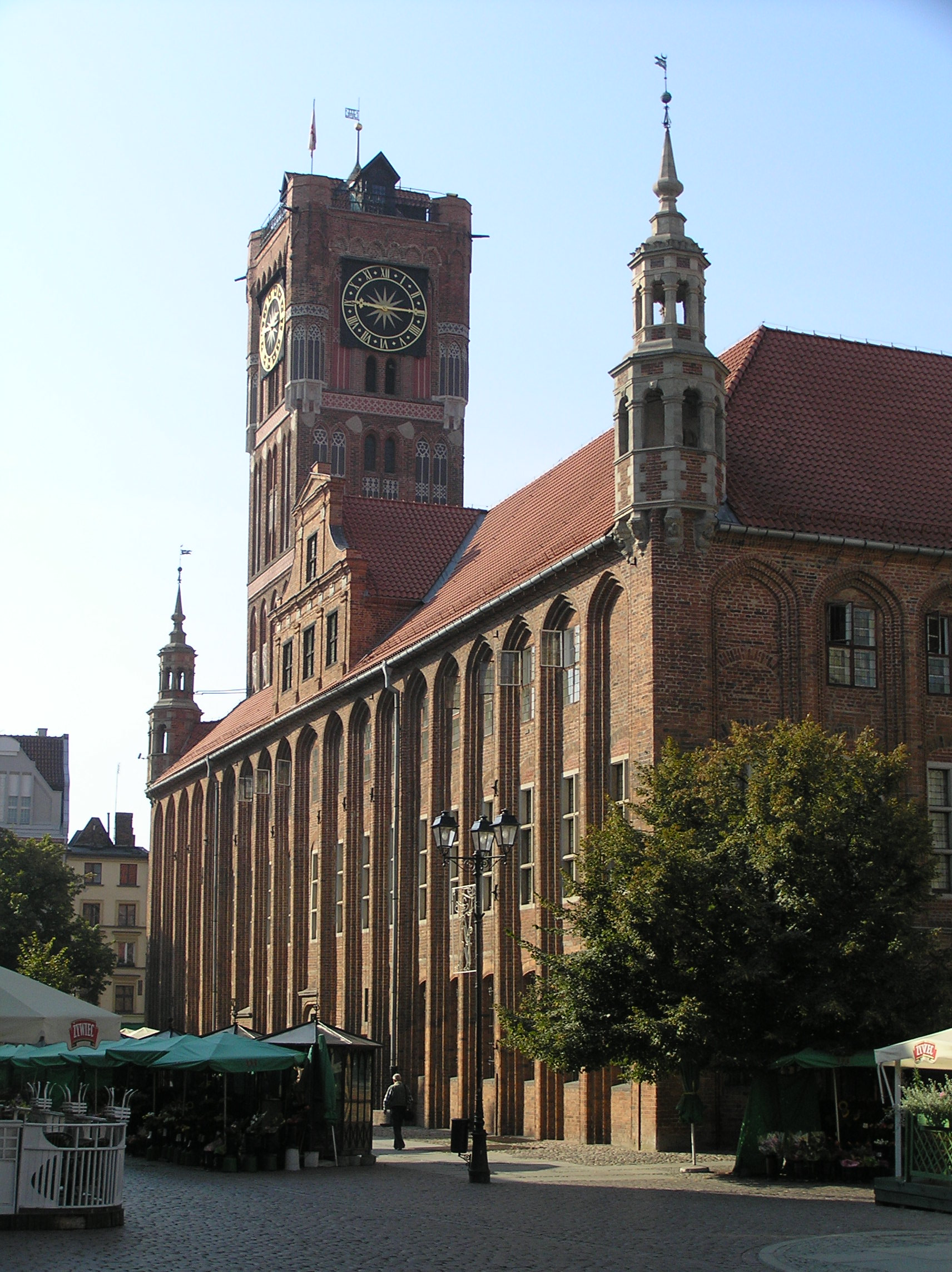
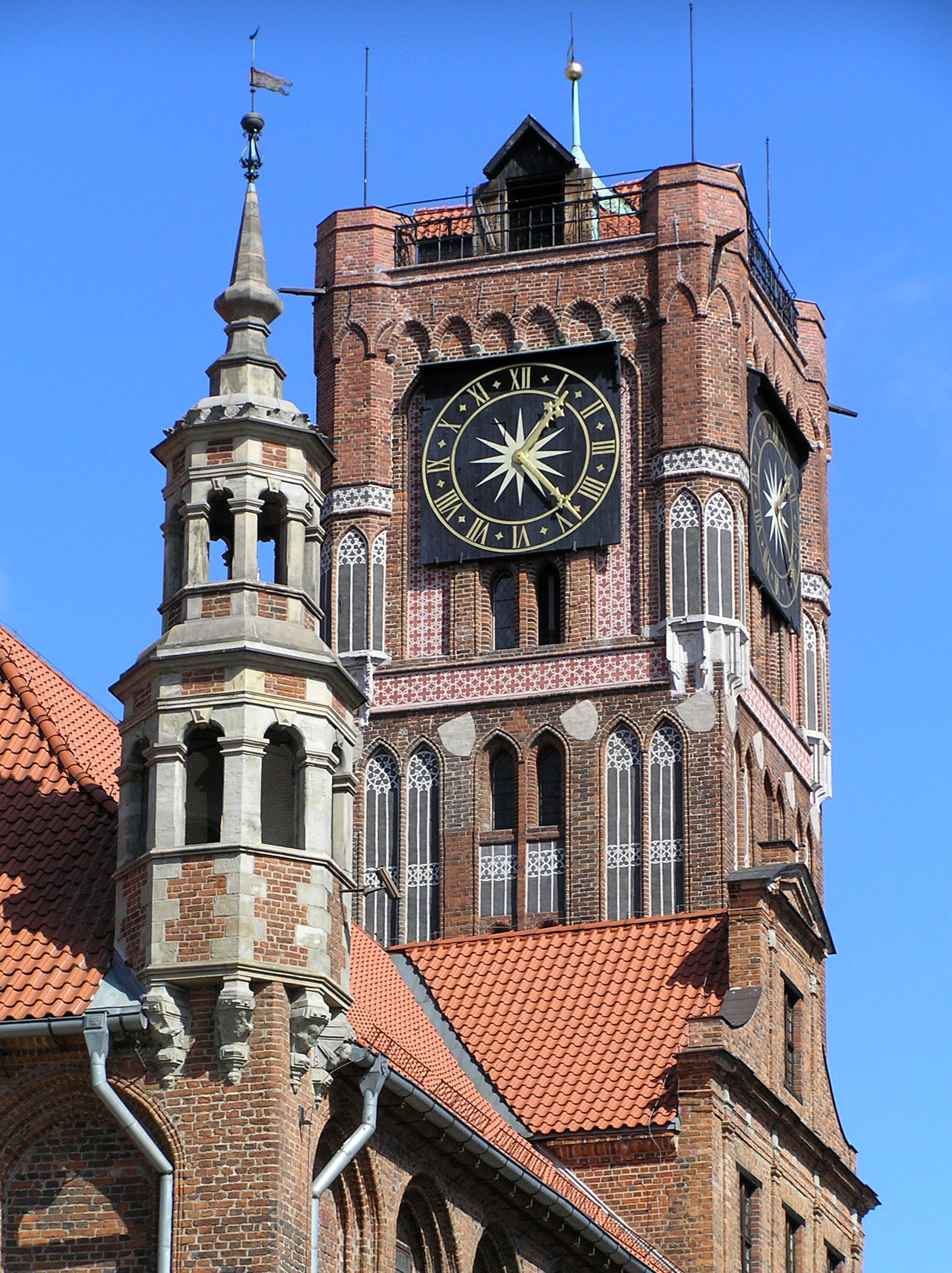
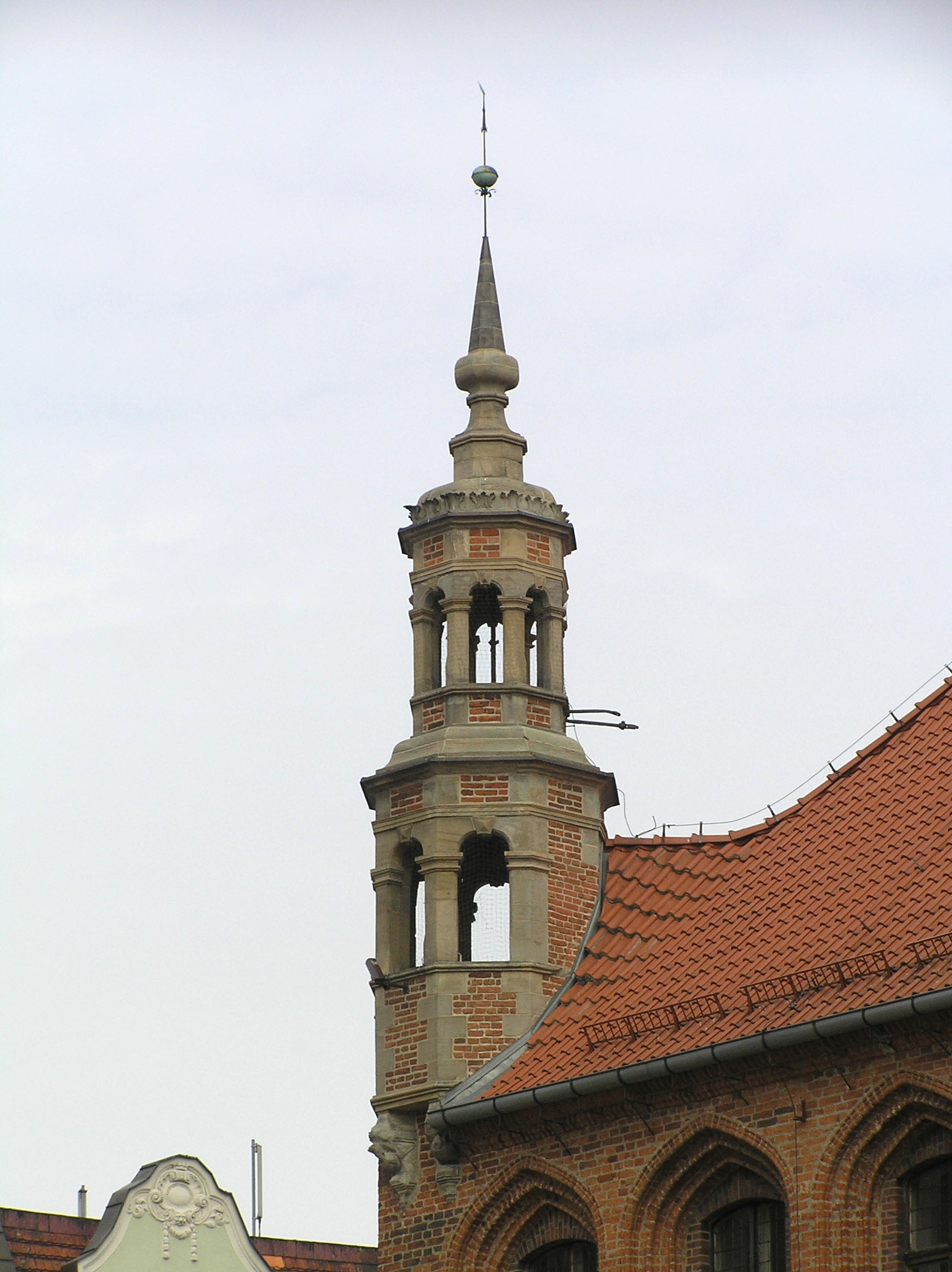
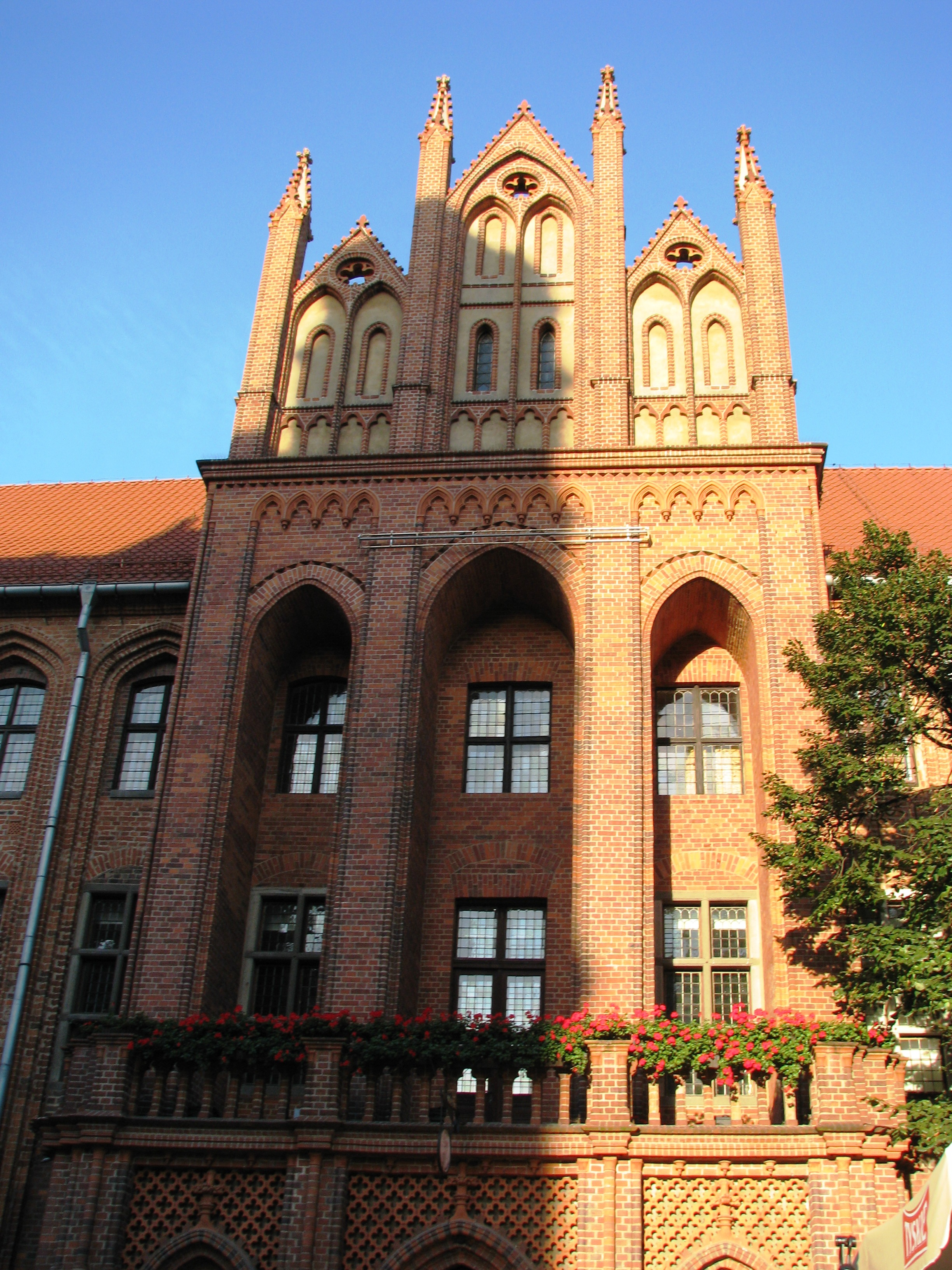
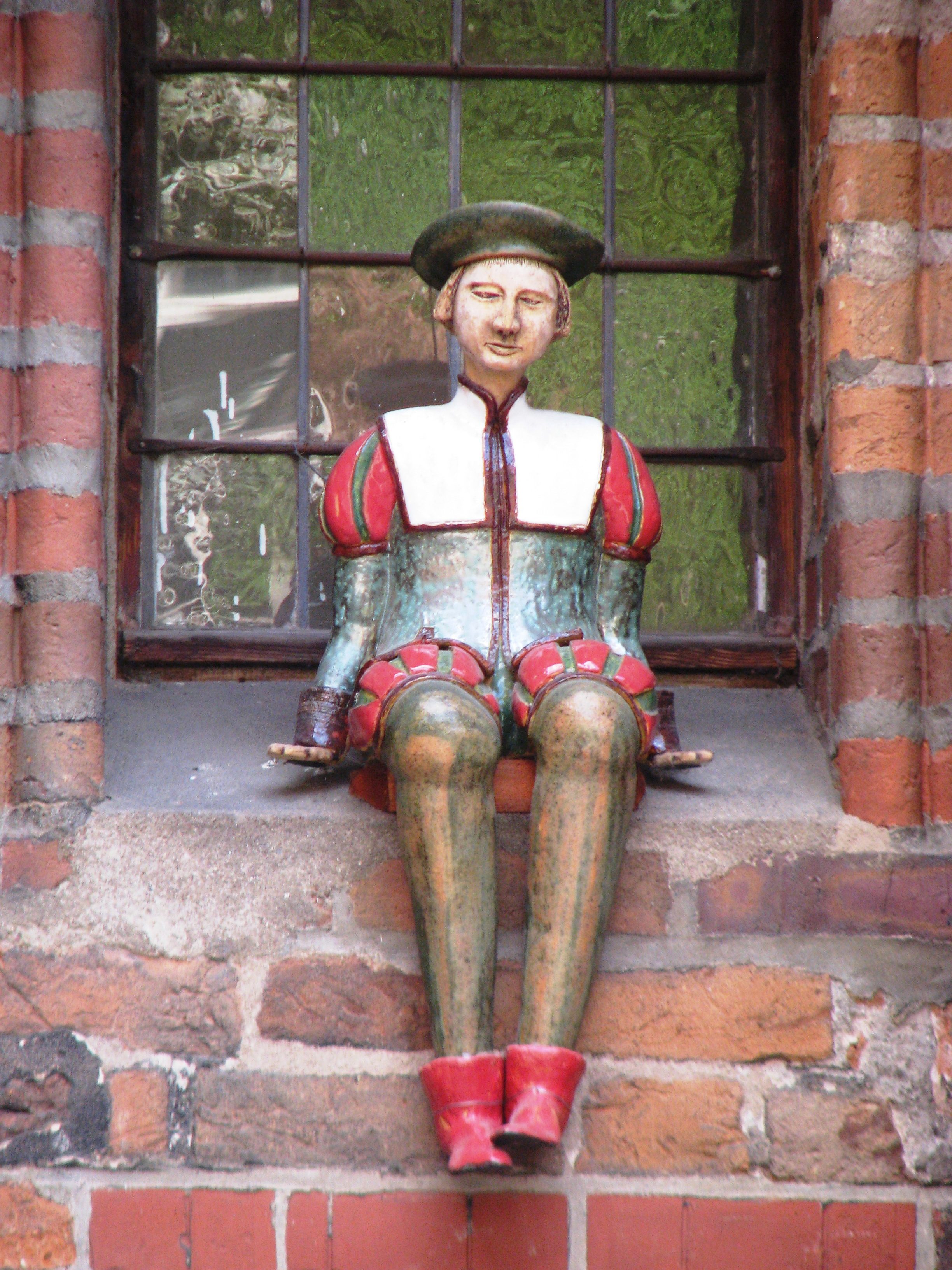
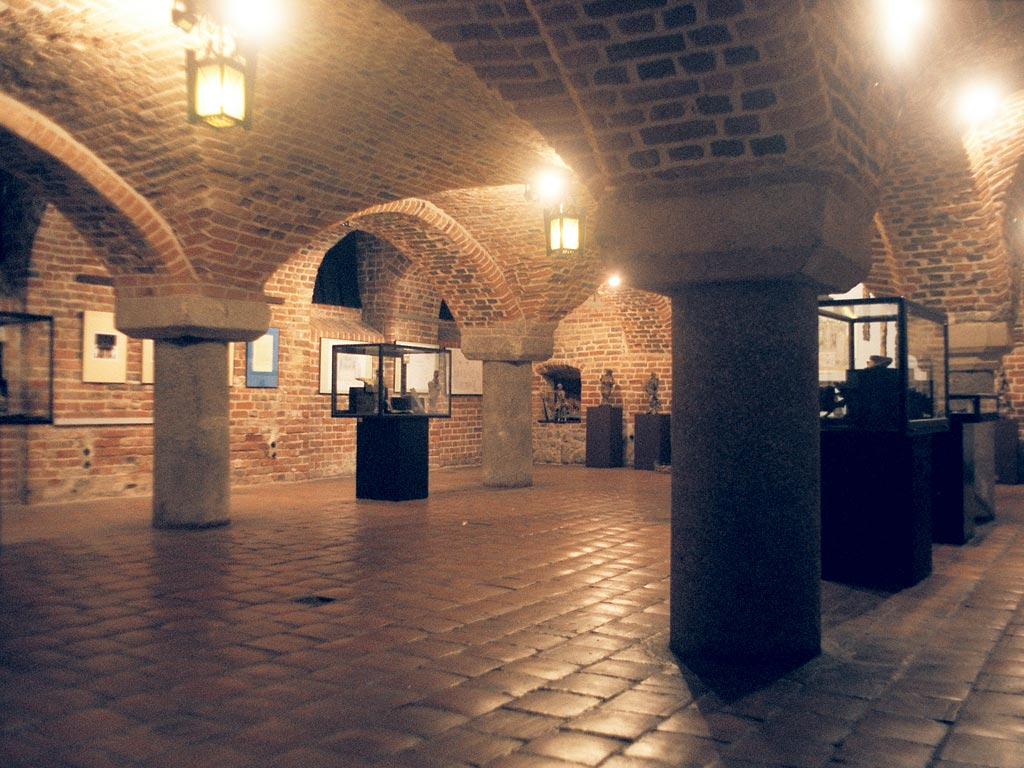
Gdaňský sklep pod východním křídlem
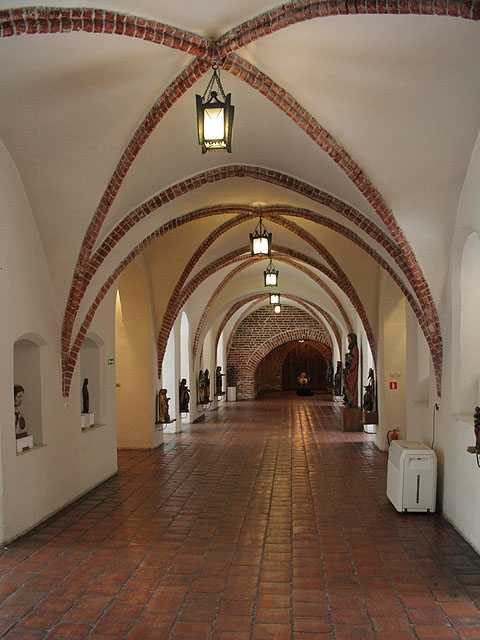
Galerie gotického umění
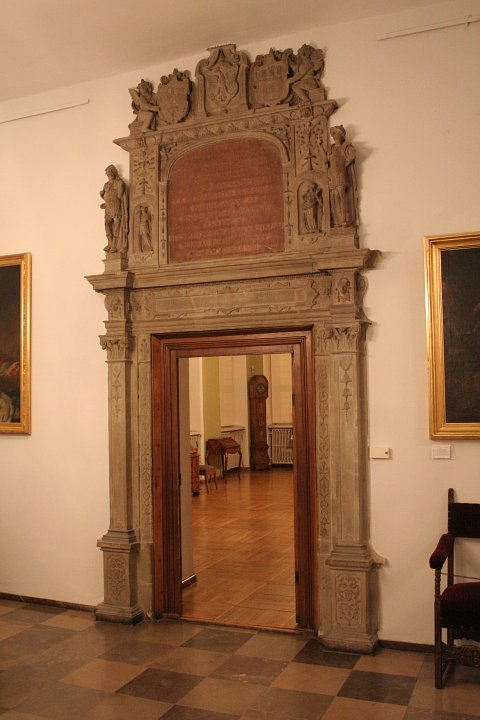
Portál Královského sálu, vzniklý během rekonstrukce v letech 1602–1605
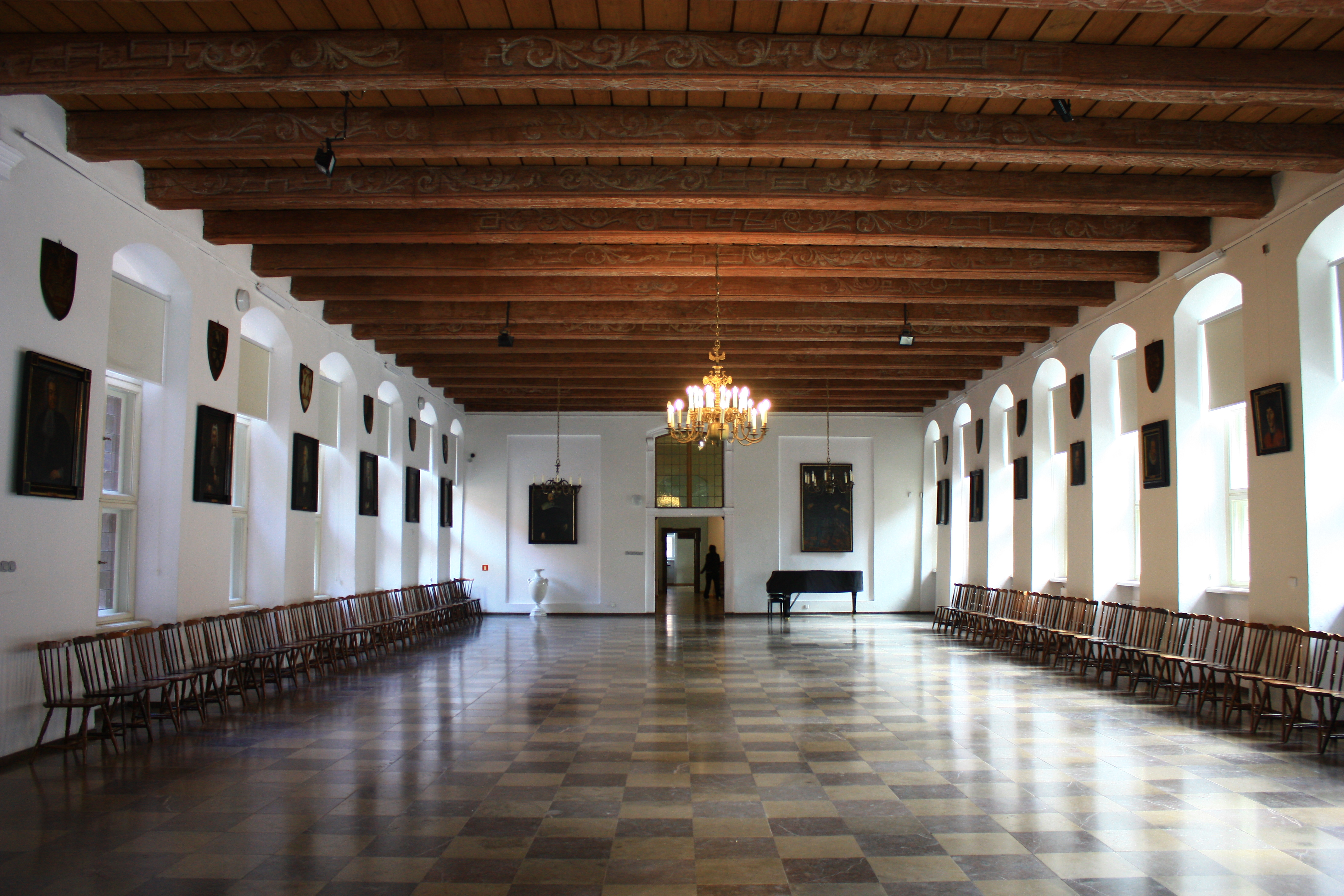
Velký sál (Měšťanský)
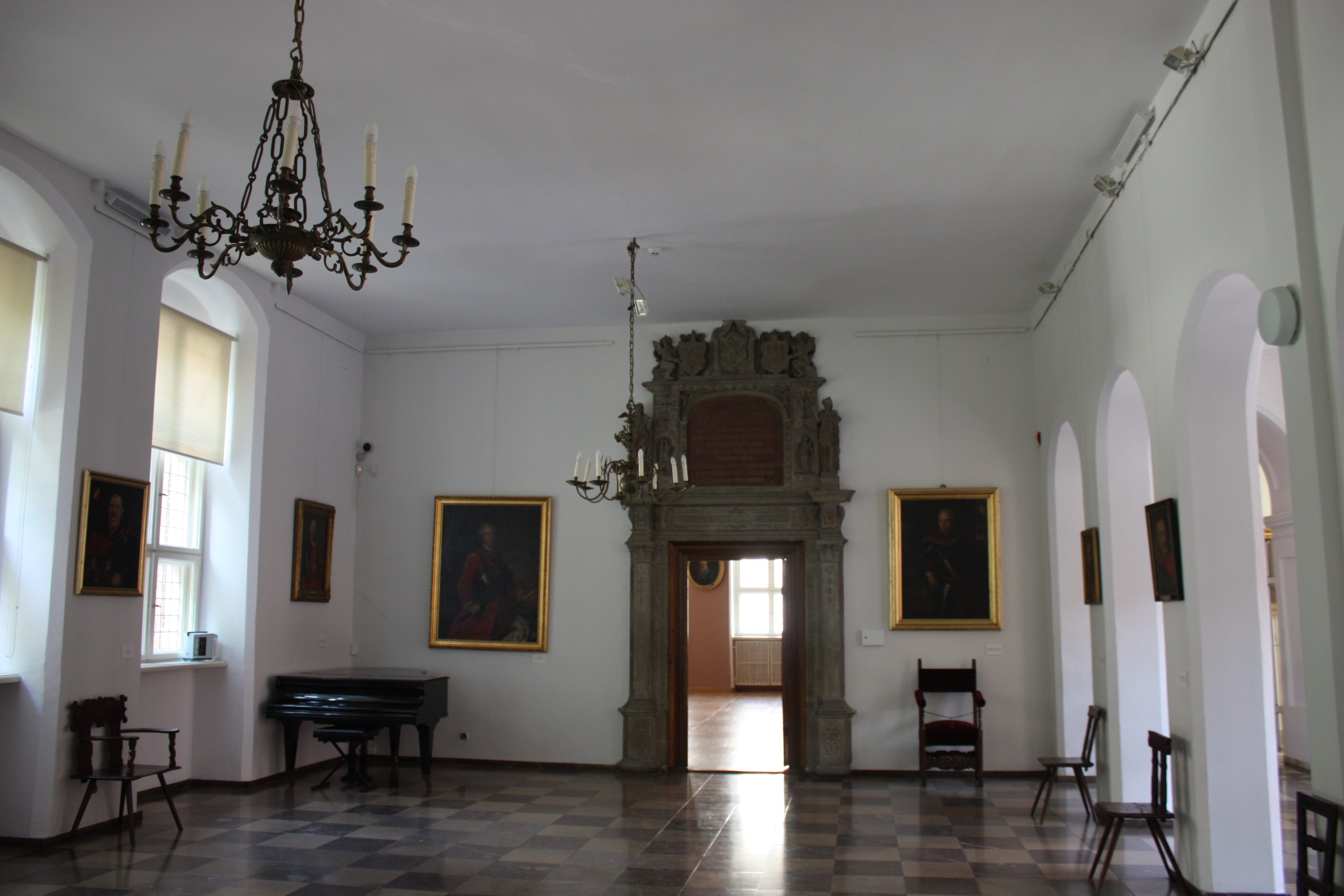
Chodba před Královským sálem
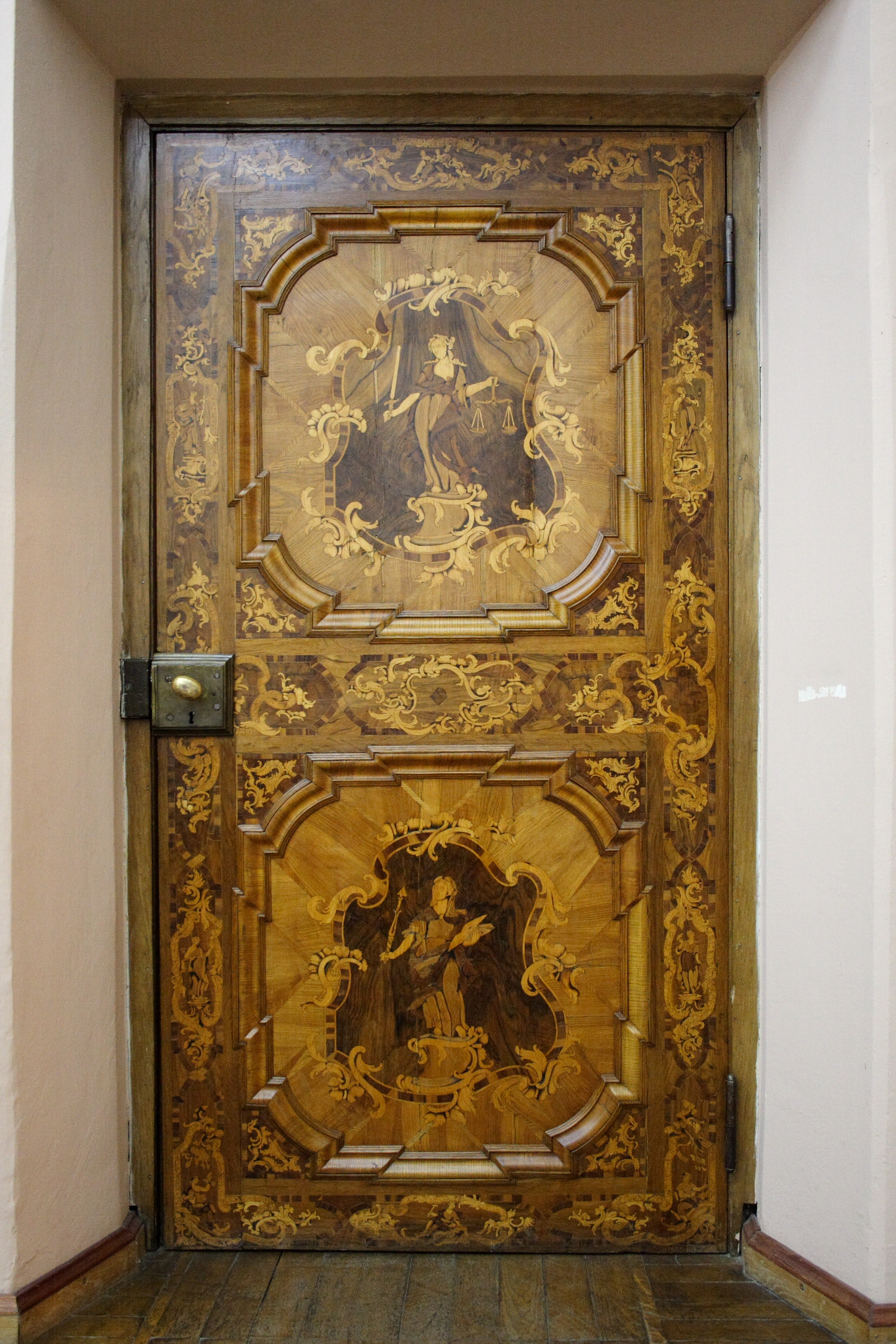
Vykládané rokokové dveře Soudního sálu, vyrobené v roce 1760

## Bibilografie
- Gąsiorowski E., Ratusz Staromiejski w Toruniu, Toruń: Muzeum Okręgowe, 2004, ISBN 83-87083-78-X, OCLC 69476768.